# Pseudamnicola melitensis
Pseudamnicola melitensis é uma espécie de gastrópode  da família Hydrobiidae.
É endémica de Malta.